# Oecomys bicolor
Oecomys bicolor és una espècie de mamífer rosegador de la família dels cricètids. Viu a altituds de fins a 1.537 msnm a Bolívia, el Brasil, Colòmbia, l'Equador, la Guaiana Francesa, Guyana, Panamà, el Perú, el Surinam i Veneçuela. Es tracta d'un animal arborícola. Els seus hàbitats naturals són els boscos secs i caducifolis, així com els boscos tropicals perennifolis. És una espècie en risc mínim, és a dir, no sembla que hi hagi cap amenaça significativa per a la seva supervivència.